# Acanthoderes zischkai
Acanthoderes zischkai là một loài bọ cánh cứng trong họ Cerambycidae.